# Registration Data Access Protocol
 (mai 2025).
Le Registration Data Access Protocol (protocole d'accès aux données d'enregistrement) ou RDAP est un protocole standardisé en 2015, permettant de consulter des données d’enregistrement Internet via une API HTTP.
Successeur du protocole Whois, il permet d'obtenir des informations à partir de noms de domaine, d'adresses IP et de numéros de système autonome (ASN) de manière structurée au format JSON.

## Histoire
En décembre 2010, une réunion de l'ICANN s'est tenue pour discuter de l'évolution du protocole WHOIS, créé 28 ans plus tôt et ne répondant plus aux exigences de l'internet moderne.
En 2012, l'IETF crée le groupe de travail WEIRDS (pour Web Extensible Internet Registration Data Service), chargé de concevoir un nouveau protocole d'échange de données d'enregistrement.
En 2015, le protocole est officialisé à travers une série de cinq RFC, 7480 à 7485.
Le 28 janvier 2025, RDAP remplace Whois comme source officielle des données d’enregistrement des domaines de premier niveau générique.

## Structure du protocole
Contrairement à Whois, le protocole RDAP utilise un mécanisme standardisé pour localiser le serveur à interroger : il télécharge depuis l’IANA un fichier JSON (dit bootstrap) listant les serveurs RDAP responsables de chaque TLD.
Par exemple, pour une requête sur le domaine exemple.fr, un client RDAP consultera cet index, y trouvera l’entrée "fr" et obtiendra ainsi l’URL du serveur de l'AFNIC qui dispose des informations :  "https://rdap.nic.fr".

### Types de requêtes
Les requêtes au protocole RDAP sont définies dans la RFC 7482. Les requêtes sont envoyées via des URLs HTTP/HTTPS, et doivent contenir l'objet recherché ainsi que son type. 
Six types de requêtes existent :
| Requête                     | Usage                                          |
| --------------------------- | ---------------------------------------------- |
| ip/{adresse_ip}             | Identification d'une adresse IPv4 ou v6        |
| autnum/{ASN}                | Identification d'un système autonome           |
| domain/{nom_de_domaine}     | Identification d'un nom de domaine             |
| nameserver/{serveur_de_nom} | Identification d'un serveur de nom (DNS)       |
| entity/{id}                 | Identification d'une entité (courriel, nom...) |
| help                        | Afficher l'aide sur les requêtes               |

### Contenu de réponses
Les réponses de RDAP sont définies dans la RFC 7483, et sont structurées au format JSON. Leur contenu dépend du type d'objet demandé, mais plusieurs champs sont présents dans toutes les requêtes :
- objectClassName, contenant le type d'objet retourné,
- events, contenant l'historique des évènements (création, mise à jour, suppression...),
- entities, contenant les organisations liées à l'objet et des informations de contact,
- status, contenant le statut de l'objet (actif, réservé...),
- remarks et  notices, contenant des informations complémentaires ou légales.

## Déploiement
Les adresses IPv4, IPv6 et les systèmes autonomes sont couverts à 100 % depuis 2019.
Au 29 mai 2025, 263 millions de noms de domaine sont accessibles via RDAP, soit une couverture d’environ 75 %. Environ 9,2 % sont localisés sur des serveurs dits Stealth RDAP, ce qui signifie que le registre n’a pas officiellement déclaré ses serveurs RDAP à l’IANA. Enfin, 15.8% des noms de domaines ne sont pas trouvables via RDAP (plus de 15 millions de domaines). Les extensions de la Chine (.cn), de la Russie (.ru) et de l'Australie (.au) sont les plus grandes extensions utilisées manquantes. 

## Exemple de requête
RDAP peut être utilisé de manière similaire au protocole Whois, à l'inverse que celui-ci n'est pas pré-installé sur la plupart des systèmes. Il est nécessaire d'installer un client RDAP afin d'obtenir une sortie de commande similaire : 
```
user@computer ~ % 
rdap
 
example.com

Domain:

  Domain Name: EXAMPLE.COM

  Handle: 2336799_DOMAIN_COM-VRSN

  Status: client delete prohibited

  Status: client transfer prohibited

  Status: client update prohibited

  Conformance: rdap_level_0

  Conformance: icann_rdap_technical_implementation_guide_0

  Conformance: icann_rdap_response_profile_0

  [Notices]

  Link: https://rdap.verisign.com/com/v1/domain/EXAMPLE.COM

  Event:

    Action: registration

    Date: 1995-08-14T04:00:00Z

  Event:

    Action: expiration

    Date: 2025-08-13T04:00:00Z

  Event:

    Action: last changed

    Date: 2024-08-14T07:01:34Z

  Event:

    Action: last update of RDAP database

    Date: 2025-05-29T14:33:30Z

  Secure DNS:

    Delegation Signed: true

    DSData:

      Key Tag: 370

      Algorithm: 13

      Digest: BE74359954660069D5C63D200C39F5603827D7DD02B56F120EE9F3A86764247C

      DigestType: 2

  Entity:

    Handle: 376

    Public ID:

      Type: IANA Registrar ID

      Identifier: 376

    Role: registrar

    vCard version: 4.0

    vCard fn: RESERVED-Internet Assigned Numbers Authority

    Entity:

      Role: abuse

      vCard version: 4.0

  Nameserver:

    Nameserver: A.IANA-SERVERS.NET

  Nameserver:

    Nameserver: B.IANA-SERVERS.NET

```

Il est également possible d'utiliser une commande curl pour interroger un serveur RDAP directement via HTTPS :
```
user@computer ~ % 
curl
 
https://rdap.verisign.com/com/v1/domain/example.com
            

{

    "objectClassName": "domain",

    "handle": "2336799_DOMAIN_COM-VRSN",

    "ldhName": "EXAMPLE.COM",

    "links": [

        {

            "value": "https:\/\/rdap.verisign.com\/com\/v1\/domain\/EXAMPLE.COM",

            "rel": "self",

            "href": "https:\/\/rdap.verisign.com\/com\/v1\/domain\/EXAMPLE.COM",

            "type": "application\/rdap+json"

        }

    ],

    "status": [

        "client delete prohibited",

        "client transfer prohibited",

        "client update prohibited"

    ],

    "entities": [

        {

            "objectClassName": "entity",

            "handle": "376",

            "roles": [

                "registrar"

            ],

            "publicIds": [

                {

                    "type": "IANA Registrar ID",

                    "identifier": "376"

                }

            ],

            "vcardArray": [],

            "entities": []

        }

    ],

    "events": [],

    "secureDNS": {

        "delegationSigned": true,

        "dsData": []

    },

    "nameservers": [],

    "rdapConformance": [],

    "notices": []

}

```